# Chloé Mortaud
Chloé Mortaud, née le 19 septembre 1989 à Lisieux, est une reine de beauté et animatrice de télévision franco-américaine. Elle a été élue Miss Albigeois Midi-Pyrénées 2008 puis Miss France 2009, ce qui fait d'elle la 79e Miss France. Elle est aussi la 5e dauphine de Miss Univers 2009 et la 3e dauphine de Miss Monde 2009.
Elle est aussi citoyenne américaine ; il s'agit de la deuxième Miss France à avoir une double nationalité, après Sonia Rolland.

## Famille et études
Née d'un père français originaire de Poitou-Charentes et d'une mère afro-américaine originaire du Mississippi, ayant des racines amérindiennes, Chloé Mortaud est née à Lisieux (Calvados). Après être passée par l'Eure, la Bourgogne et la Vienne, elle vit à Bénac dans l'Ariège depuis l'âge de 10 ans. Elle a passé sa scolarité à l'école primaire de Serres-sur-Arget, au collège Lakanal ainsi qu'au lycée Gabriel Fauré à Foix. Lors de l'obtention de son titre de Miss Albigeois Midi-Pyrénées, elle effectue un BTS en commerce international au lycée Ozenne de Toulouse. Son père est conseiller agricole à la chambre d'agriculture et sa mère est vacataire-professeur d'anglais à la chambre de commerce et d'industrie pour les formations en apprentissage. Elle a également un frère, Grégoire Mortaud.

## Miss France

### Élection Miss France
Le 6 décembre 2008 au grand carrousel du Puy du Fou dans la commune des Épesses en Vendée et en direct sur TF1, Chloé Mortaud est élue Miss France 2009 , succédant à Valérie Bègue. La présidente du jury est l'actrice Line Renaud et le jury est composé de la chanteuse Anggun, l'acteur Benoît Poelvoorde, l'ancienne Miss France Rachel Legrain-Trapani, le réalisateur Patrice Leconte et le couturier Kenzo Takada.

### Protocole
Une modification du protocole marque son élection. Traditionnellement, la Miss France sortante passe la couronne à la nouvelle élue. En l'absence de Miss France 2008 (Valérie Bègue), restée à Los Angeles, Sylvie Tellier (directrice adjointe des services extérieurs de la Société Miss France et Miss France 2002 ) lui a passé le diadème et Geneviève de Fontenay, l'écharpe, bousculant ainsi le protocole habituel.

### Mise en cause
Le 23 septembre 2008, lors de l'élection régionale de Miss Albigeois Midi-Pyrénées, Marine Beaury, la 1re dauphine de Chloé Mortaud, rend son écharpe en évoquant un vote truqué le soir même de l'élection. Chloé Mortaud est cependant confirmée dans son titre par le jury et ses deux premières dauphines régionales changent.
Le 23 décembre 2008, à la demande de sa cliente Marine Beaury, Maître Gilbert Collard annonce le lancement début janvier 2009 d'une requête en annulation de l'élection de Miss Albigeois Midi-Pyrénées devant le tribunal des référés de Toulouse.
Le 12 juin 2009, le TGI de Nanterre rejette finalement les prétentions de sa première dauphine, Marine Beaury, qui dénonçait les liens de subordination entre le jury d'élection et les parents de Miss France pour avoir rapporté son titre[pas clair] mais la demanderesse n’est pas condamnée pour « procédure abusive ».

### Année de Miss France

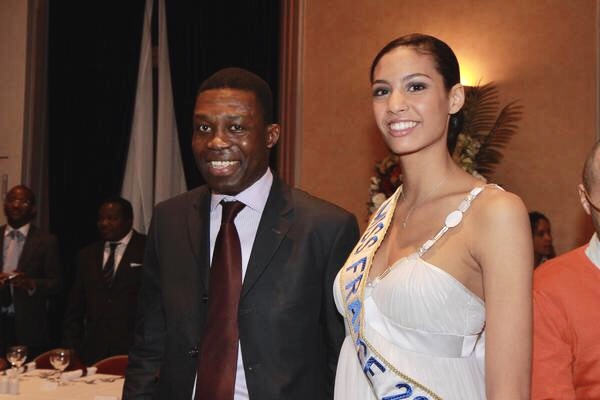
Chloé MMortaud avec Patrick Lozès au dîner annuel du CRAN en 2009.

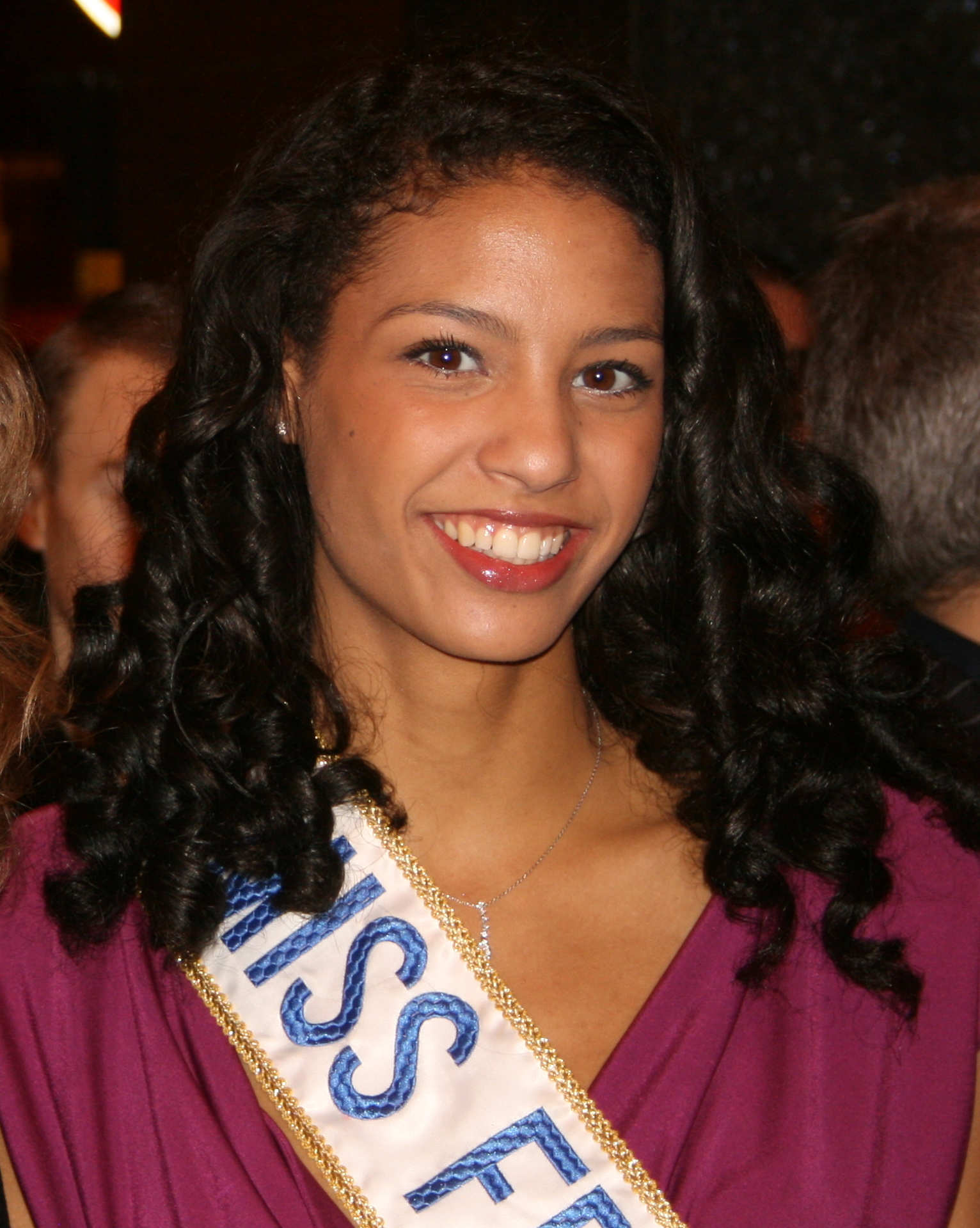
Chloé Mortaud en 2009.

Le 17 janvier 2009, elle fait partie des nombreux remettants de prix lors de la 10e cérémonie des NRJ Music Awards, retransmise sur TF1 en direct du Midem de Cannes.
Le 20 janvier 2009, elle assiste à l'investiture du président des États-Unis Barack Obama à Washington, D.C.
Le 23 aout 2009, Chloé Mortaud représente la France au concours Miss Univers à Atlantis Paradise Island à Nassau (Bahamas). Elle  devient la 5e dauphine de Miss Univers.
Le 12 décembre 2009, elle devient la 3e dauphine de Miss Monde à Johannesbourg en Afrique du Sud.
En tant que Miss France, elle a pu voyager en Thaïlande, aux Bahamas, en Angleterre, aux Émirats arabes unis, aux États-Unis, à Saint Barthélémy et en Afrique du Sud.
Le 5 décembre 2009 au palais Nikaia de Nice et en direct sur TF1, elle transmet son titre de Miss France à Malika Ménard, Miss Normandie élue Miss France 2010.

### Parcours
- Miss Albigeois Midi-Pyrénées 2008, élue le 23 septembre 2008 à Lisle-sur-Tarn.
- Miss France 2009, élue le 6 décembre 2008, au Puy du Fou.
- 5e dauphine de Miss Univers 2009 à Atlantis Paradise Island, Nassau, Bahamas.
- 4e au concours Miss Beach (en marge du concours Miss Monde).
- 3e dauphine de Miss Monde 2009, élue le 12 décembre 2009 à Johannesbourg, en Afrique du Sud.

## Carrière post-Miss
Longtemps annoncée pour présenter un magazine people sur TF1, elle présente Les Dossiers people, avec Allan Van Darc sur Direct 8.
Le 27 janvier 2010, elle défile pour Jean-Paul Gaultier pour la collection printemps-été 2010 puis devient mannequin chez Elite le 21 juin 2010.
Durant l'été 2011, elle participe au jeu télévisé Fort Boyard sur France 2, aux côtés des anciennes Miss France Nathalie Marquay, Alexandra Rosenfeld, Malika Ménard, de la Miss France en titre Laury Thilleman et du journaliste et chroniqueur Christophe Beaugrand, en faveur du Mécénat Chirurgie cardiaque.
Elle témoigne dans le documentaire Miss France, la soirée d'une vie diffusé après l'élection de Miss France 2012 sur TF1. Son témoignage est rediffusé dans le documentaire Il était une fois… Miss France diffusé sur TMC le 20 novembre 2013 puis dans le documentaire Miss France, le rêve d'une vie sur TF1 après l'élection de Miss France 2016.
Le 8 décembre 2012, elle apparaît enceinte lors du défilé final de l’élection de Miss France 2013 se déroulant au Zénith de Limoges et retransmise en direct sur TF1.
Le 18 février 2013, elle participe à un épisode de l'émission Top Chef sur M6 avec deux autres Miss France : Lætitia Bléger et Rachel Legrain-Trapani. Les candidats leur préparent des plats, qu'elles doivent juger ensuite.
À partir du 27 novembre 2013, elle est candidate à l'émission de divertissement Ice Show présentée par Stéphane Rotenberg sur M6. Elle a le chanteur Florent Torres comme coéquipier ; ils sont tous deux coachés par Surya Bonaly. Elle est éliminée au terme du 2e prime-time du 4 décembre.
En septembre 2015, elle participe avec une vingtaine d'anciennes Miss France dont Sylvie Tellier, la Miss France en titre Camille Cerf et des dauphines à une spéciale À prendre ou à laisser, présentée par Julien Courbet et diffusée en prime-time sur D8.
Le 19 décembre 2015, au Zénith de Lille et en direct sur TF1, elle est membre du jury de l'élection de Miss France 2016 présidée par Jean-Paul Gaultier avec Anggun, Patrick Fiori, Kendji Girac, Laetitia Milot et Frédéric Michalak.
Le 30 janvier 2017, elle commente en direct avec Christophe Roux le concours Miss Univers 2016 sur Paris première. 
En 2018, elle lance Mademoiselle Provence, une gamme de produits cosmétiques aux extraits naturels de plantes provençales entièrement réalisée en France. 
En décembre 2018, elle commente l'élection de Miss Univers pour la chaîne de télévision Paris Première.

## Vie privée
De 2009 à 2011, elle a partagé sa vie avec l'animateur français Vincent Cerutti. Puis, de septembre 2011 à 2018, elle vit à Henderson dans l'agglomération de Las Vegas, aux États-Unis, avec son compagnon, le pilote automobile français Romain Thievin dont elle s'est séparée en 2018. Le 28 février 2013, le couple a un enfant prénommé Matis. En 2017 elle annonce avoir fait une fausse couche. 
Elle travaille à Los Angeles (elle y est sous contrat avec l’agence de mannequins Elite), ville où vit sa grand-mère maternelle, jusqu'en 2020 où elle déménage à Miami.
En décembre 2019, elle annonce être en couple avec Dean David Neiger, puis ils annoncent en mars 2020 leurs fiançailles. Ils se marient au château de Vallery dans l'Yonne le 20 juin 2021 en compagnie de Mareva Georges (Miss France 1991), Mareva Galanter (Miss France 1999), Sylvie Tellier (Miss France 2002 et directrice de la société Miss France), Alexandra Rosenfeld (Miss France 2006), Valérie Bègue (Miss France 2008), Malika Ménard (Miss France 2010), Marine Lorphelin (Miss France 2013), Flora Coquerel (Miss France 2014) et Iris Mittenaere (Miss France 2016 et Miss Univers 2016). Le 24 mars 2022, elle donne naissance à une petite fille, Maeva. Le 17 janvier 2025, elle donne naissance à un petit garçon prénommé Nathanael.